# Johann de Kalb
Pour les articles homonymes, voir Kalb.
Jean de Kalb, baron de Kalb (anobli par Louis XVI), né Johann Kalb le 19 juin 1721 à Hüttendorf dans la principauté de Bayreuth et mort le 19 août 1780 à Camden, en Caroline du Sud, est un soldat allemand volontaire qui a servi comme major-général dans l'armée continentale pendant la guerre d'indépendance des États-Unis. Il fut mortellement blessé à la bataille de Camden contre l'armée britannique.

## Biographie
Kalb naquit à Hüttendorf près d'Erlangen, qui faisait partie à l'époque de la principauté de Bayreuth en Franconie. Il était le fils d'un couple de paysans, Johann Leonhard Kalb et Margarethe Seitz. À l'âge de treize ans, il quitta sa patrie. 

### En France
Il apprit par la suite le français et l'anglais, et arriva à un rang social élevé pour percevoir une pension militaire comme lieutenant sous le commandement de Maurice de Saxe, puis dans le régiment de Lowendal crée en 1743 dans l'armée française (où il sert sous le nom de Jean de Kalb). Il sert avec distinction lors de la guerre de Succession d'Autriche en Flandre, atteignant le rang de capitaine en 1747. En qualité de major, il participa à la guerre de Sept Ans (1756-1763) au sein du corps du duc de Broglie ; il se distingua notamment au cours de la retraite qui suivit la bataille de Rossbach contre l'armée prussienne de Frédéric II et dans la victorieuse bataille de Bergen. Il fut promu lieutenant-colonel et devint quartier-maître général dans l'armée du Haut-Rhin, à la suite de la dissolution du régiment de Lowendal. À la fin de la guerre, il reçut les insignes de l'institution du Mérite militaire et fut élevé au titre de baron.
En 1764, de Kalb démissionna de l'armée et se maria à Paris avec Anna Elizabeth Émilie van Robais (1748-1785), issue d'une riche famille qui possédait la manufacture textile des Rames à Abbeville. Il acheta le château et le fief de Milon-la-Chapelle à la famille de Besset.

### En Amérique

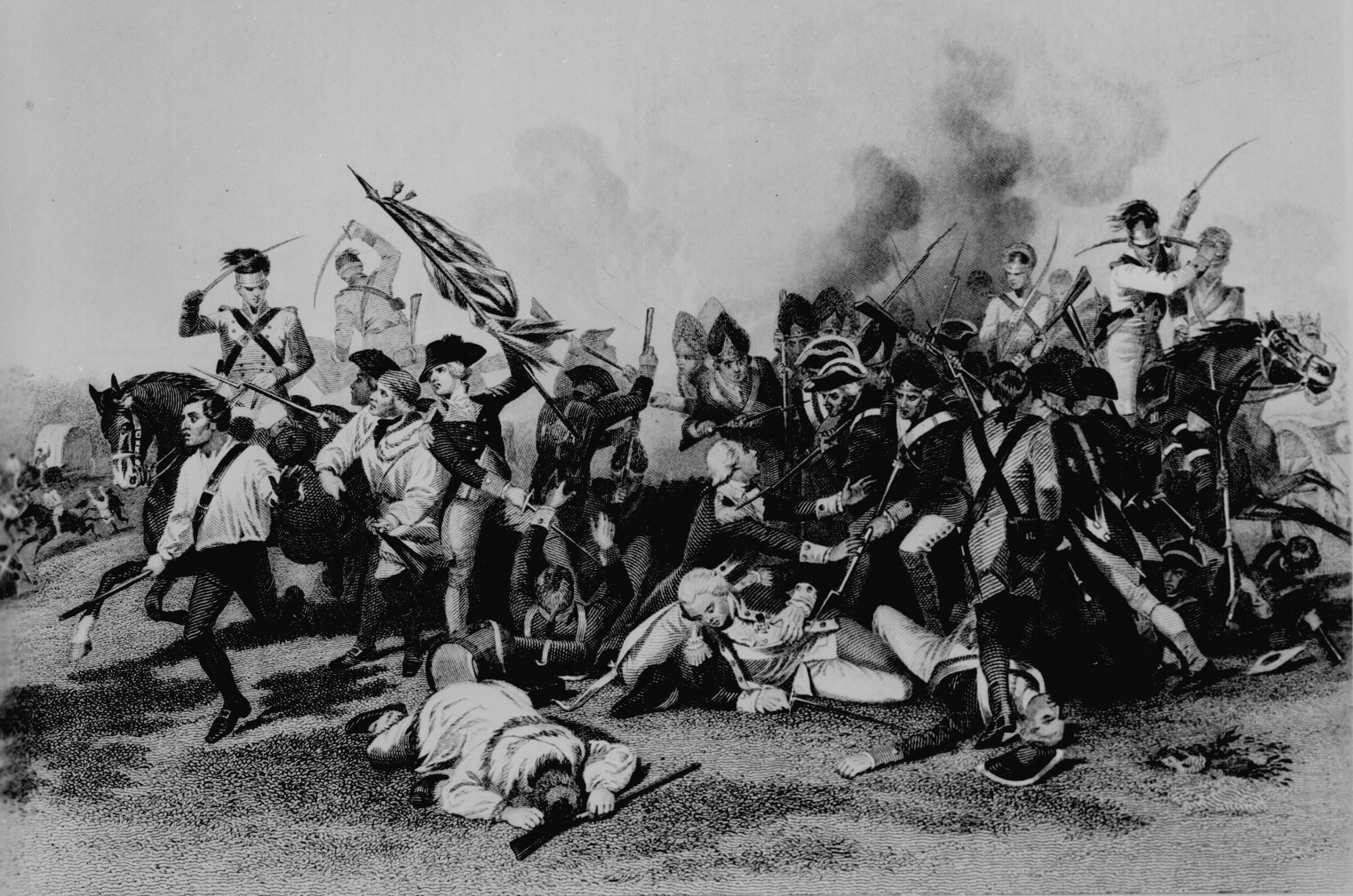
La mort de de Kalb à la bataille de Camden, gravure du XIXe siècle.

Employé au service de la diplomatie secrète du roi de France sur recommandation du duc de Choiseul, il fut envoyé dans les Treize colonies anglaises d'Amérique du Nord en 1768 pour une mission de couverture afin de déterminer le niveau de mécontentement des colons envers la Grande-Bretagne. Pendant ce voyage, il gagna le respect des colons et adopta leur « esprit d'indépendance ». 
En 1777, il revint avec son protégé, La Fayette, et rejoignit l'armée continentale dans la guerre d'indépendance des États-Unis. Il fut déçu et fâché d'apprendre tout d'abord qu'il ne serait pas fait major général, mais grâce à l'influence de La Fayette le devint de fait le 5 septembre 1777, juste avant de décider de retourner en France. Il demeura aux quartiers de Valley Forge pendant la plus grande partie de l'hiver 1777–1778 et commanda une division militaire dans les milices de Patterson et d'Ebenezer Learned. Il soutint également la mission de John Adams dans plusieurs lettres de recommandation à la cour de France. 
Durant la campagne du sud, de Kalb, appelé par George Washington, arriva en Caroline du Sud pour diriger une division de troupes supplémentaires du Maryland et du Delaware à Charleston ; toutefois, il fut déçu d'apprendre que la ville était déjà tombée aux mains des Britanniques et que le général Horatio Gates avait été choisi pour commander les troupes à sa place. Lors de la défaite américaine à la bataille de Camden, le 16 août 1780, son cheval fut tué sous lui : tombé au sol, de Kalb fut touché trois fois et attaqué à la baïonnette à plusieurs reprises. Son ami et aide de camp, le chevalier Charles-François du Buysson, bloqua avec son corps les coups supplémentaires qui auraient été fatals au baron. Néanmoins, de Kalb, prisonnier du général britannique Charles Cornwallis, succomba à ses blessures quelques jours plus tard. 
Frère d'une loge maçonnique, il fut enterré avec les honneurs. Du fait de sa mort pour l'indépendance américaine, il fut une figure appréciée de ses contemporains. Plusieurs villes et comtés des États-Unis furent nommés DeKalb d'après lui. En 1886, un monument au baron de Kalb fut érigé sur le sol du Capitole de l'État du Maryland pour honorer sa participation à la révolution américaine.

## Descendance

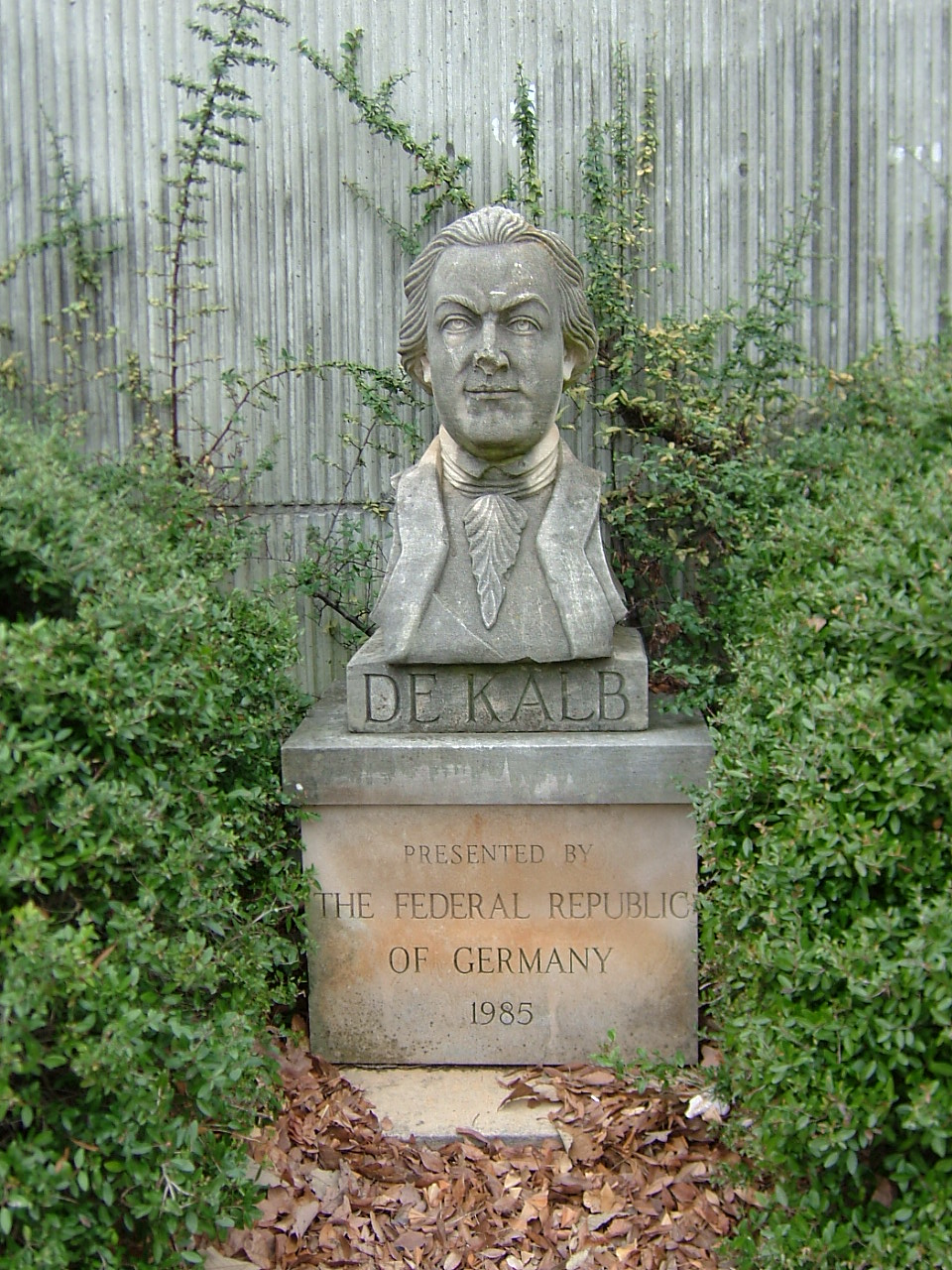
Buste de de Kalb à Decatur (Géorgie).

D'Anna Elizabeth Emilie van Robais, il eut trois enfants : 
- Frédéric de Kalb  (1765–1793), mort sans descendance, fut officier au régiment de Salm-Salm. Il fut plus tard guillotiné sous la Terreur le 21 brumaire an II.
- Marie-Anne Caroline de Kalb (née 1767), femme de Jean-Luc Geymüller (1751–1799), officier dans le régiment suisse de Salis-Samade[2].
- Hélie de Kalb (1769–1835), officier au régiment royal de Palatinat Deux-Ponts, marié à Marie Elisabeth Charlotte "Elise" Signard d'Ouffières, il eut une fille :
  - Léonore Nicette De Kalb (1811-1899) mariée le 26 juin 1828 à Milon-la-Chapelle avec Raymond de Vandière de Vitrac d’Abzac, de la Famille de Vandière de Vitrac d’Abzac, famille d'Abzac. Ils ont eu 6 enfants :
  - - Edmond Antoine de    Vandière de Vitrac d'Abzac (1830-1897
  - Adolphe Elie de Vandière de  Vitrac d'Abzac (1831-1916)
  - Frédéric Ernest de Vandière de Vitrac d'Abzac (1833-1928) Marié à Alice Catherine d'Héralde (1838-1908) d'où postérité :Albert Elie de Vandière de Vitrac d'Abzac(1868-1931) chef du nom  en 1916 le Comte d'Abzac
  - Ludovic Léon de Vandière de Vitrac d'Abzac (1838-1932), marié le 25 septembre 1862 à Milon-la-Chapelle, Yvelines, France, avec Lisa Julie Delphine "Elisa" Deschamps (1841-1913) dont une fille unique : Lucie Léonore Eugénie de Vandière de Vitrac d'Abzac (1864-1943), mariée le 2 juin 1885, Milon-la-Chapelle, Yvelines, France, avec Louis Casimir Rougé (1861-1942).
  - Raymond Joseph de Vandière de Vitrac d'Abzac (1844-1923), marié le 9 février 1872, Chalon-sur-Saône, Saône-et-Loire, France, avec Agathe Antonia Marie Macault de La Cosne (1848-1883).
  - Elisabeth Léonore Clotilde de Vandière de Vitrac d'Abzac (1850-1922).

De nos jours, les descendants du baron de Kalb vivent toujours sur la commune de Milon-la-Chapelle.